# Yelina Salas
Yelina Salas est un personnage de fiction, héroïne de la série télévisée Les Experts : Miami. L'actrice italienne Sofia Milos joue ce rôle.

## Biographie
Yelina est la belle-sœur d'Horatio Caine. En effet, celle-ci était mariée avec Raymond, le frère d'Horatio. Elle travaille souvent avec l'équipe scientifique. Elle aura une relation avec Rick Stetler, de l'inspection des services, mais partira avec Raymond et son fils pour le Brésil à la fin de la saison 3.
Horatio la retrouvera dans le premier épisode de la saison 5 à Rio. Raymond sera tué pour de bon et elle reviendra à Miami avec son fils. On apprend à la fin de cette saison qu'elle est devenue détective privé. On la retrouve dans quelques épisodes de la saison 6 et de la saison 7.